# متلازمة أكرمان
متلازمة أكرمان (بالإنجليزية: Ackerman syndrome)‏ أو التهاب الجلد الحبيبي الخلالي هي متلازمة عائلية من اندماج جذور الأرحاء بقناة واحدة (أسنان ثورية) وفقدان الشعر والشفة العلوية الكاملة بدون قوس كيوبيد ونثرة سميكة وواسعة وزرق يفعي أحياني. وقد وصفت من قِبل جيمس أكرمان (بالإنجليزية: James L. Ackerman)‏، وليون أكرمان (بالإنجليزية: A. Leon Ackerman)‏ وأ. برنارد أكرمان [الإنجليزية].

## العلامات والأعراض
- جذور أرحاء مندمجة
- قناة جذرية واحدة
- زرق يفعي
- شعر جسم متناثر
- ملامح وجه مميزة: شفة علوية ممتلئة مع عدم وجود قوس كيوبيد ونثرة سميكة
- ارتفاق الأصابع
- زيادة تصبغ مفاصل الأصابع
- تقوس الاصبع الخامس.[5]

## روابط خارجية
- synd/133 على قاموس من سمى هذا؟